# Manhattan Bridge
Manhattan Bridge je visutý řetězový most přes East River v New York City, USA. Spojuje Lower Manhattan na Canal Street s Brooklynem na Flatbush Avenue Extension. Most o celkové délce 2 089 m byl otevřen 31. prosince 1909 a byl navržen a zkonstruován polským inženýrem Ralphem Modjeskim společně s Leonem Moisseiffem.
Na mostě jsou dva pruhy pro vozidla v každém směru v horní části mostu a čtyři koleje pro podzemní dráhu a stezka pro chodce a cyklisty ve spodní části mostu.